# Halunke (Band)
Halunke ist eine 2010 gegründete Schweizer Band aus Bern. Sie besteht aus Christian Häni (Texte, Musik, Gesang, Instrumente) und Anja Häni (Gesang). Bei Konzerten wird die Band mit weiteren Live-Musikern ergänzt.

## Geschichte
Die Band wurde 2010 von Christian Häni und Anja Häni gegründet.
Das erste Album Souerei erschien 2010 bei Universal Music. Die Band erhielt vom Radiosender SRF3 den Titel Best Talent im September 2010. Für das zweite Album, Houston We Are OK (2012), trennten sich Halunke von Universal Music und veröffentlichen seither ihre Musik durch ihr eigenes Label Der letzte Schrei Records. 
Mit den Alben Superheld (2017), Ponyhof (2019) und Flamingo (2021) gelangen der Band Top-10-Platzierungen und mit dem Album Du verliebsch di (2023) eine Top-5-Platzierung in der Schweizer Hitparade.
Halunke spielten Konzerte u. a. beim Gurtenfestival Bern, Heitere Open Air Zofingen, Zermatt Unplugged Zermatt, Open Air Etziken, Stars of Sounds Aarberg und Murten, Seaside Festival Spiez, IMFLUSS Festival Basel, Orpundart Orpund, Jazztage Lichtensteig, Openair Malans, Rock am Bärg Büsserach, Altstadtfest Brig, Bierhübeli Bern, Kofmehl Solothurn, Gaswerk Seewen, Wetterhorn Hasliberg, Mahogany Hall Bern, ISC Bern, Museumsnacht Bern, Einsiedler Musikfest, Rox am See Spiez, Mühle Hunziken Rubigen, Thunfest, Touch the Mountains Interlaken, Bieler Braderie Biel, KUFA Lyss, Arosa Musikfestival, Energy Stars For Free und Hallenstadion.

## Stil

### Musik
Die Musik von Halunke ist ein Mix aus modernem Pop und emotionalen, aber auch lustigen Geschichten aus dem Leben. Viele Lieder bauen auf einer mitreissender Rhythmik auf. 

### Texte
Die Texte stehen beim Sound von Halunke im Mittelpunkt. Gerne wird mit Worten gespielt, und viele Texte sind mehrschichtig und lassen einen Interpretationsspielraum offen.

## Diskografie

### Alben
- Souerei (2010)
- Houston We Are OK (2012)
- Grammophon (2014)
- Easy (EP)
- Superheld (2017)
- Ponyhof (2019)
- Flamingo (2021)
- Du verliebsch di (2023)

### Lieder
- Halunke (2010)
- Houston We Are OK (2012)
- Hopfe und Malz (2012) mit Hanery Amman
- Nidohnidi (2014)
- Musig (2014)
- Schiffbruch (2015) mit Büne Huber
- Level 7 (2016)
- Mi Tag (2017)
- Paradies (2017)
- Perfekt (2017)
- Superheld (2017)
- Rüggewind (2017)
- Easy (2017)
- Perfekt (2017)
- Las Vegas Sydney Kapstadt (2018)
- Rote Teppich (2019)
- Ponyhof (2019)
- Uf Rimini (2020)
- HWAO (2020)
- 240 Tusig (2020)
- Für di (2021)
- Flamingo (2021)
- Peter Pan (2021)
- Ds höchschte Huus (2021)
- Jedi Sekunde (2022)
- Härz tanzt (2022)
- Lila Wulche (2023)
- Compañero (2023)
- Morn Nacht (2023)
- Cha die Zyt nid blybe sta (2023)
- Du verliebsch di immer wider (2023)